# In nomine Domini
In nomine Domini je papežský dekret, který roku 1059 papež Mikuláš II. ustanovil způsob papežské volby.
Po období cézaropapismu, v němž císař Jindřich III. fakticky kontroloval papežský úřad, se římská kurie snažila co nejvíce vymanit z vlivu světských panovníků. Proto roku 1059 papež Mikuláš II. ustanovil jediný možný způsob papežské volby – napříště bude platná jen ta volba, která proběhne nezávisle na světské moci a pouze přesně určeným sborem volitelů – sborem kardinálů.